# ادريانو الفيس
ادريانو الفيس (5 يناير 1977 بفيلا فاليا في البرازيل - ) هو لاعب كرة قدم برازيلي في مركز الهجوم. لعب مع نادي استقلال أهواز ونادي النصر ونادي داماش غيلان ونادي سانت باولي ونادي سايبا ونادي مس كرمان ونادي ملوان والنادي الرياضي المركزي وShahrdari Zanjan F.C. ‏.